# Ranunculus matsudae
Ranunculus matsudae är en ranunkelväxtart som beskrevs av Bunzo Hayata och Masamune. Ranunculus matsudae ingår i släktet ranunkler, och familjen ranunkelväxter. Inga underarter finns listade i Catalogue of Life.